# Лоис Лейн (Расширенная вселенная DC)
Лоис Лейн (англ. Lois Lane) — персонаж Расширенной вселенной DC (DCEU), основанная на одноимённом персонаже DC Comics. Как и её версия из комиксов, Лейн — репортёр Daily Planet и любовный интерес Кларка Кента / Супермена. Её роль исполняет Эми Адамс. Она появляется во всех фильмах DCEU, в которых присутствует Супермен: «Человек из стали» (2013), «Бэтмен против Супермена: На заре справедливости» (2016), а также «Лига справедливости» (2017) и её режиссёрская версия 2021 года. Персонаж Лоис был задуман как современный репортёр в мире с супергероями.

## Создание персонажа и исполнение

### Происхождение в комиксах и предыдущие изображения в кино
Персонаж Лоис Лейн впервые появился в Action Comics #1 вместе с Суперменом в первой опубликованной истории с участием обоих персонажей. Лоис была одним из первых женских персонажей, появившихся в американском комиксе о супергероях. Благодаря своей долгой истории с Человеком из стали, она стала одним из самых знаковых любовных интересов в супергеройских историях и была главным любовным интересом Кларка Кента / Супермена на протяжении всей истории публикаций. Лоис появлялась во всех экранизациях работ про Супермена, начиная с её изображения актрисой Ноэль Нилл в сериале 1948 года, Филлис Коутс в фильме «Супермен и люди-кроты», Марго Киддер в серии фильмов о Супермене 1980-х годов вместе с Кристофером Ривом, и Кейт Босуорт вместе с Брэндоном Раутом в фильме «Возвращение Супермена». Культовое изображение Киддер роли Лейн принесло актрисе множество наград и международное признание.

### Кастинг для DCEU и исполнение

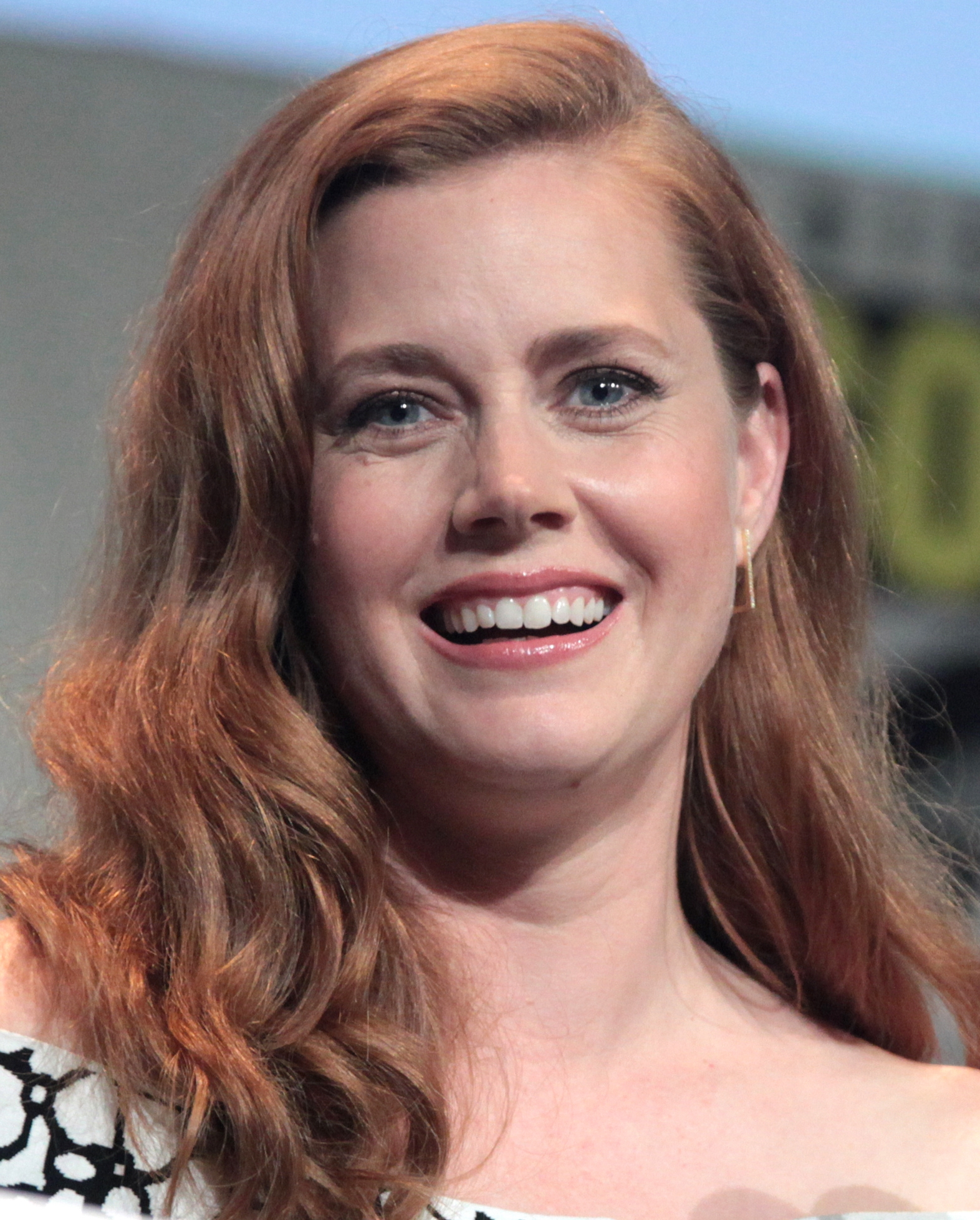
Эми Адамс изображает Лоис в Расширенной вселенной DC, начиная с «Человека из стали» (2013). Она седьмая актриса, сыгравшая этого персонажа в игровом кино.

Актриса Эми Адамс получила роль Лоис Лейн в фильме 2013 года «Человек из стали», который стал перезапуском Супермена; роль Кларка Кента / Супермена досталась Генри Кавиллу, режиссёром фильма стал Зак Снайдер, а продюсером — Кристофер Нолан. Адамс стала седьмой актрисой, сыгравшей Лоис в игровом кино, и её версия стала первой, у которой были рыжие волосы, а не чёрные. О выборе Адамс на роль Лоис Лейн Снайдер сказал, что «у Эми есть талант, чтобы передать все качества, которые мы любим в Лоис: умная, жёсткая, забавная, тёплая, амбициозная и, конечно же, красивая». Снайдер сказал, что они выбрали Адамс, потому что она «суперсовременная». Продюсер Дебора Снайдер добавила: «Лоис независима и определённо не девица в беде. И она никогда не боится испачкать руки».
Адамс описала свою героиню как следующую архетипу независимой, дерзкой женщины, но живущей в более узнаваемом мире. По её собственным словам, она говорит: «Лоис просто очень естественна, в ней нет ничего надуманного или сфабрикованного.» Она также добавляет, что «фильм Снайдера имеет современный взгляд на журналистику: мир блогов, мгновенных новостей, онлайн-паранойи. Она стала более свободной журналисткой, той, кто любит быть практичной. Природа газетного бизнеса очень сильно изменилась. Это гораздо большее давление». Это был третий раз, когда Адамс пробовалась на роль Лоис Лейн в кино. Ранее она пробовалась на роль в «Возвращении Супермена» и в отменённом фильме «Супермен: Полёт». Как и Кавилл, Адамс обошли вниманием в первом фильме, прежде чем она получил роль в «Человеке из стали». Адамс также пробовалась на роль юной Лоис в телесериале «Тайны Смолвиля», но роль досталась Эрике Дюранс.
Сценарист Крис Террио, работавший над фильмами «Бэтмен против Супермена: На заре справедливости» и «Лига справедливости», рассказал в интервью «Vanity Fair», что арка Лоис в «Бэтмене против Супермена», особенно её фраза «Я не дама, я журналист» во время интервью с генералом Армаджей, отдаёт дань уважения реальной журналистке Мэри Колвин, которая была убита при выполнении задания во время освещения осады Хомса во время гражданской войны в Сирии.
После выхода театральной версии «Лиги справедливости» Адамс упомянула в начале 2020 года, что она открыта для возвращения к своей роли Лоис Лейн, но также «смирилась» с тем, что Warner Bros., может быть, «движется в другом направлении».
Перед выходом «Лиги справедливости Зака Снайдера» в 2021 году Снайдер рассказал, что рассматривал возможность добавления сюжета любовного треугольника к оригинальной версии «Лиги справедливости», в котором Брюс Уэйн влюбляется в Лоис, но отпускает свои чувства, понимая, что она всё ещё любит Кларка и что Супермена нужно будет воскресить. От этой идеи отказались ещё до начала съёмок.

### Характеризация и темы
Как показано в Расширенной вселенной DC, Лоис получила Пулитцеровскую премию за свою работу незадолго до событий «Человека из стали», причём в сценарии также упоминалась её работа в качестве штатного репортёра в Первой пехотной дивизии армии США. Её характеризуют как решительного, жёсткого и настойчивого репортёра, которая всегда стремится за «большой сенсацией» и сюжетом. Когда она откладывает в сторону свои обязанности по работе, Лоис оказывается доброй и справедливой, и после её первой встречи с Кларком Кентом она настолько поражена его самоотверженным героизмом, а также детской болью, которую он терпел всю свою жизнь, что она решает отказаться от того, что могло бы стать самой большой историей в современной истории человечества для него. Адамс даже продолжает утверждать, что Кларк — это связь Лоис с человечеством, говоря, что «У неё может быть какое-то туннельное видение, но у неё есть работа и моральные стандарты. [В тот момент, когда] мы встретились с ней раньше, она сделала бы всё, чтобы получить историю — теперь Кларк вселил в неё некоторую веру в человечество». Супермен довольно быстро отвечает на её любовь взаимностью, и после 2-летних отношений к моменту событий фильма «Бэтмен против Супермена: На заре справедливости» его любовь к Лоис становится настолько сильной, что Кларк заходит так далеко, что даёт ей понять, что «[она] — [его] мир», прежде чем столкнуться с Думсдэем в смертельном поединке, что делает эти слова его последними. Когда Супермена воскрешают в «Лиге Справедливости» он страдает посмертной амнезией, и только Лоис удаётся спасти Лигу Справедливости от него, так как, увидев её снова, Супермен начинает вспоминать свою прошлую жизнь.
Лоис также проявляет исключительное мужество, несколько раз рискуя собственной жизнью, чтобы помочь Супермену в фильмах. Когда её спросили о её роли Лоис, Адамс ответила: «Мне нравится, что она бесстрашна. Я не такая, так что это действительно забавно, что она действительно не боится последствий». В «Человеке из стали» она добровольно сопровождает его, когда его передают генералу Зоду, и помогает ВВС США отправить войска Зода обратно в Фантомную зону во время битвы за Метрополис, в то время как в «Бэтмене против Супермена» она противостоит Лексу Лютору и неустанно работает, чтобы разоблачить его обман, вмешивается, чтобы помешать Бэтмену убить Супермена, и извлекает криптонитовое копьё под водой для Супермена, чтобы помочь ему, Бэтмену и Чудо-женщине победить Думсдэя. Она также обучена обращению с огнестрельным оружием, расстреливая некоторых солдат Зода из криптонского пистолета в «Человеке из стали», хотя в остальном у неё нет других боевых навыков, как у её версии из комиксов, поскольку DCEU не упоминает её отца-военного Сэма Лейна, который обучает её сражаться. Лоис, однако, показана умнее, чем в комиксах и прошлых фильмах, так как она почти сразу разгадывает тайну личности Супермена и с лёгкостью собирает воедино контекстные подсказки при расследовании дел.
Продолжая тенденцию христианского символизма в фильмах о Супермене, Лоис показана в аналогичной позе, что и Дева Мария, когда она держала Супермена, которого часто сравнивают с Иисусом в фильмах после его смерти в «Бэтмене против Супермена».

## Вымышленная биография

### Встреча с Человеком из стали
В 2013 году Лейн отправляется освещать обнаружение таинственного корабля на севере Канады для «Daily Planet», встречаясь с полковником Натаном Харди, доктором Эмилем Хэмилтон и генералом Кэлвином Суонвиком на военном объекте США. Увидев, как Кларк Кент, который устроился на работу на базу под вымышленным псевдонимом, чтобы подобраться поближе к кораблю, ускользает ночью, Лейн следует за Кентом на корабль и случайно запускает систему безопасности корабля, что сильно ранит её. Кент приходит ей на помощь и прижигает её рану своим тепловым зрением, затем возвращает её в безопасное место, прежде чем улететь на корабле с ключом, данным ему его биологическим отцом Джор-Элом.
Тронутая добротой Кента и заинтригованная его загадочной натурой, Лейн начинает отслеживать его предыдущие остановки, находя сходство между каждым из его обличий и героическими поступками, прежде чем прибыть в Смолвиль, штат Канзас, родной город Кента. Она планирует опубликовать статью о своём таинственном спасителе для «Planet», и когда её начальник Перри Уайт отвергает её историю, она сливает её Гленну Вудбёрну, репортёру таблоидов. Позже Лейн находит Марту Кент, приёмную мать Кларка, и сам Кент находит её на могиле своего приёмного отца Джонатана. Кларк объясняет жертву Джонатана, чтобы сохранить его личность в секрете, и убеждает Лоис отказаться от этой истории, говоря ей, что сейчас не время раскрывать себя. Вернувшись в «Planet» в Метрополисе, Уайт снова ругает Лейн, хотя он раскрывает, что верит в её историю и доволен, когда она сообщает ему, что отказалась от своей истории о Кенте.
Тем не менее, мир вынужден узнать о Кенте, когда генерал Зод, изгнанный военачальник с разрушенной родной планеты Кента Криптон, обнаруживает его присутствие на Земле и требует, чтобы граждане Земли выдали его, называя его именем, данным ему при рождении, Кал-Элом. Лоис арестовывает ФБР после того, как Вудбёрн выдал её. Кент, одетый в криптонскую униформу с корабля и скрывающий свою личность, сдаётся американским военным, зная, что они держат Лоис под стражей. Его заковывают в наручники и помещают в комнату для допросов вместе с Лейн, образуя с ней связь, пока Хэмилтон не попытается усыпить его. После того, как Кент убеждает Хэмилтона и Суонвика доверять ему, он проводит последний момент с Лейн, прежде чем криптонцы прибудут за ним, хотя Фаора-Ул, высокопоставленный военный офицер Зода, требует, чтобы Лейн сопровождала их. Прежде чем Кент встретится с Зодом, он передаёт ключ Джор-Эла Лейн, которая, используя его на ключевом порту в своей камере, активирует голографический искусственный интеллект, созданный по образцу Джор-Эла. ИИ помогает Лейн сбежать и восстановить силы Кента на корабле, а также информирует её о том, как победить Зода. Когда спасательная капсула Лейн начинает распадаться в атмосфере Земли, Кент вытаскивает её из капсулы после того, как сам сбежал с корабля, и благополучно приземляет её, прежде чем вступить в бой с Фаорой и другими криптонскими солдатами за пределами Смолвиля.
Лейн информирует Кента, теперь получившего прозвище «Супермен», и военных о том, как отправить Зода и его войска обратно в Фантомную зону, когда они начнут терраформировать Землю в условия, подобные Криптону. Она сопровождает Харди и Хэмилтона на авианосце с космическим кораблём, который доставил Кента на Землю, намереваясь активировать этот корабль с помощью ключа Джор-Эла и сбросить его на материнский корабль Зода. Однако Фаора устраивает засаду на самолёт после того, как Супермен уничтожает Мировой двигатель, терраформирующий Землю, и Харди вынужден врезаться самолётом в корабль Зода вскоре после того, как Хэмилтон активирует детский космический корабль Кента, когда Фаора приближается к кабине пилотов, убивая всех на борту, кроме Лейн, которая выпрыгивает из самолёта. Когда в результате столкновения образуется гравитационная сингулярность, которая затягивает войска и корабль Зода обратно в Фантомную зону, Супермен снова спасает Лейн, рискуя самим быть затянутым в Зону, но переносит её в безопасное место. После того, как Лейн поцеловала его, Кент встречается с Зодом, который выжил в битве, и вступает с ним в разрушительную схватку по всему Метрополису, в результате которой Супермен неохотно сворачивает Зоду шею, когда последний угрожает ещё большему количеству мирных жителей. Лейн утешает Кента, который обезумел от необходимости убить последнего известного выжившего представителя своей расы. После битвы Кент устраивается на работу в «Planet», чтобы быть ближе к действию, сохраняя при этом свою гражданскую идентичность, и Лейн приветствует его в информационном агентстве.

### Разоблачение Лекса Лютора
Два года спустя Лейн и Кент встречаются, переехав жить вместе. Лейн поручают взять интервью у военачальника Амаджи в стране Найроми вместе с фотографом Джимми Олсеном, но поскольку Олсена и других американцев из их отряда быстро раскрывают как агентов ЦРУ, Амаджа и его люди казнят их и держат Лоис в заложниках. Кент прибывает в качестве Супермена и спасает её, но некоторые из людей Амаджи, работающие двойными агентами на русского мафиози Анатолия Князева, предают настоящих солдатов Амаджи и сжигают их тела, чтобы создать впечатление, что Супермен убил их. Лоис тайно хранит пулю от противостояния после возвращения в Метрополис. Она и Кент говорят о его, казалось бы, безрассудном решении спасти её и разногласиях, возникших из-за того, что люди Амаджи, по-видимому, были убиты им, но Кент заверяет её, что он никого не убивал в Найроми. Лейн также выражает сомнение по поводу их отношений, но он подтверждает свою любовь к ней, прежде чем они занимаются сексом.
Лейн начинает расследование происхождения пули, обнаруживая, что она не изготовлена ни из каких известных металлов или производителей после разговора с учёным S.T.A.R. Labs Дженет Клибёрн. Затем она связывается со Суонвиком, ныне министром обороны, и он рассказывает ей, что пуля — это прототип, изготовленный LexCorp. Она сообщает об этом Уайту, но он отговаривает её от публикации статьи, чтобы Лекс Лютор не «уничтожил „Daily Planet“ в суде», даже если Лейн права. Позже Лоис освещает публичный суд над Суперменом в Капитолии США, но бомба, заложенная там Лютором, взрывается, убивая сотни людей внутри. Супермен выживает и остаётся невредимым, но испытывает чувство вины из-за того, что не смог вовремя обнаружить бомбу, и скрывается. Лейн снова связывается с Клибёрн и обнаруживает, что бомба была заключена в свинец, чтобы Супермен её не увидел. Затем она отправляется в дом подозреваемого террориста-смертника, чтобы найти улики, но обнаруживает, что он понятия не имел, что умрёт на суде, а Клибёрн предоставляет доказательства прямого участия Лютора. Тем временем Брюсу Уэйну, генеральному директору Wayne Enterprises, который действует в качестве Бэтмена, снится сон о том, как злой Супермен захватил мир после того, как сошёл с ума от потери «её», и встречает путешествующего во времени Флэша, который говорит ему, что Лейн — это «ключ».
В отместку, и чтобы выманить Супермена из укрытия, Лютор похищает Лейн и Марту Кент. Он приводит Лейн на вершину башни LexCorp и насмехается над ней, прежде чем столкнуть её с небоскрёба, но Супермен прибывает вовремя, чтобы спасти её, прежде чем столкнуться с Лютором. Когда Лютор шантажирует Супермена, заставляя его сразиться с Бэтменом, чтобы предотвратить смерть Марты, Лоис возвращается в «Planet» и немедленно запрашивает вертолёт в Готэм-Сити, чтобы помешать Супермену и Бэтмену убить друг друга. Она прибывает как раз в тот момент, когда Бэтмен собирается пронзить Супермена копьём с криптонитовым наконечником, и Супермен умоляет Бэтмена «спасти Марту», заставляя последнего страдать от воспоминаний о смерти его собственных родителей. Лоис объясняет, что имел в виду Супермен, рассеивая борьбу между двумя супергероями и позволяя им объединиться против Лютора. Она выбрасывает копьё в воду, но осознаёт его полезность, когда появляется криптонское уродство, созданное Лютором, которое угрожает городу. Она плывёт под водой, чтобы достать его, но оказывается в ловушке, что приводит к тому, что Супермен помогает ей, но это вредит ему. После всплытия Кент прощается с Лейн, прежде чем пожертвовать собой, чтобы убить монстра копьём, а криптонит позволяет Думсдэю смертельно ранить Супермена в ответ. Бэтмен и Чудо-женщина возвращают тело Супермена убитой горем Лейн.
Лейн пишет ложную историю, в которой говорится, что Кент также погиб в битве, прикрывая её, чтобы защитить его личность как Супермена, в то время как Лютора арестовывают за его преступления. Она посещает его похороны в Смолвиле вместе с Мартой, Уэйном, Дианой Принс и несколькими коллегами с «Planet», при этом Марта вручает Лоис конверт с обручальным кольцом от Кларка. После того, как Лоис бросает первую горсть земли на гроб Кларка в могиле, грязь начинает левитировать после того, как она уходит.

### Воскрешение Супермена

#### Театральная версия
В 2017 году Лейн всё ещё оплакивает смерть Кента/Супермена. После того, как Лига справедливости воскрешает его, дворецкий Уэйна Альфред Пенниуорт посылает Лейн успокоить Кента. Кент улетает с Лейн в дом своего детства в Смолвилле, прежде чем помочь Лиге справедливости победить Степного Волка. После битвы Кент возвращается в жизнь Лейн, и она продолжает работать в «Daily Planet».

#### Режиссёрская версия
После смерти Супермена она оставляет свою работу в «Daily Planet», регулярно посещая памятник Кенту, и возвращается на работу только тогда, когда Суонвик, используя свои способности Марсианского Охотника, чтобы замаскироваться под Марту Кент, убеждает её. Некоторое время спустя Лейн спонтанно становится свидетелем того, как Лига справедливости воскрешает Супермена с помощью Материнского куба, и успокаивает разгневанного, страдающего амнезией Кента, прежде чем отправиться с ним в Смолвиль, где к нему возвращаются воспоминания, и они подтверждают свою помолвку. Также выясняется, что Лейн беременна ребёнком Кента.
В реальности «Кошмара» Дарксайд убивает Лейн, позволяя Супермену стать восприимчивым к Уравнению Антижизни.

## Реакция
Работа Эми Адамс в роли Лоис Лейн в Расширенной вселенной DC получила неоднозначные отзывы. В то время как само выступление Адамс было по большей части высоко оценено, критики указали на некоторые элементы её характера, которые были плохо выполнены, такие как кажущееся отсутствие последовательности в её характеризации и ограниченное экранное время. В рецензии на «Человека из стали» Мэтт Золлер Сайц отмечает, что Лоис изображена как способная журналистка с некоторыми моментами флирта с Суперменом Генри Кавилла, хотя их было «немного», и пишет, что в фильме не хватало некоторого развития её персонажа по сравнению с Марго Киддер, и даже по сравнению с изображением Кейт Босуорт этого персонажа. Дж. Дж. Ранкин из Screen Rant похвалил изображение Лоис в DCEU, отметив её переделку в более современный образ по сравнению с предыдущими изображениями. Ранкин особо отметил такие элементы, как то, что её отношения с Кларком/Суперменом основывались на взаимном доверии и дружбе, а не на том, чтобы держать его личность в секрете от неё, что делало отношения более реалистичными и устойчивыми, а Лоис была более уравновешенной, независимой и критически мыслящей, чем в прошлом.
Позже Адамс прокомментировала нехватку экранного времени в театральной версии «Бэтмена против Супермена», а её сюжет о расследовании Лютора был в основном вырезан, несмотря на то, что он был восстановлен в расширенной версии. В этом фильме её персонаж был описан как «низведённый до уровня девицы Супермена, попавшей в беду». В театральном выпуске «Лиги справедливости» Дарби Харн из CBR.com описывает Лоис как «сведённую к стороннему наблюдателю» и «растраченную впустую на неблагодарную второстепенную роль», несмотря на то, что, по словам Тима Грирсона из «Screen International», она придала фильму эмоциональный резонанс.